# Réserve écologique Louis-Zéphirin-Rousseau
Die Réserve écologique Louis-Zéphirin-Rousseau ist ein nur 5,15 ha großes Schutzgebiet im Westen der kanadischen Provinz Québec.

## Aufgabe, Lage
Es birgt einen Wald, der vor allem aus Abendländischen Lebensbäumen besteht. Diese waren, bevor im 19. und 20. Jahrhundert die meisten Wälder dieser Art abgeholzt wurden, typisch für das Gatineau-Tal. Der Park liegt 25 km südöstlich von Maniwaki auf den zwei kleinen Inseln Île Ronde und Île Verte im Lac des Trente et Un Milles. Er ist, wie alle diese Schutzgebiete, nicht öffentlich zugänglich.

## Geologie, Flora und Fauna
Das Parkgebiet liegt in einer hügeligen Region, die zwischen 250 und 500 m über dem Meeresspiegel liegt. Der felsige Untergrund besteht überwiegend aus Gneis. Der Lebensbaum bevorzugt einen kalkreichen Standort. Dieser ist nur für wenige Bäume geeignet, daher gibt es nur kleine Bestände von Amerikanischen Weiß- oder Papier-Birken, hinzu kommt die Balsam-Tanne, die Weiß-Fichte und die Weymouth-Kiefer.
Die Fauna ist eher arm an Arten. Von den weichen Blättern der Lebensbäume wird dennoch der Weißwedelhirsch angezogen, es leben aber auch Schneeschuhhasen, Stachelschweine und Grauhörnchen (franz.: ècureuil gris) auf den Inseln im „See der Einunddreißigtausend“.

## Namensgeber
Der Name des Schutzgebiets verweist auf Louis-Zéphirin Rousseau (1901–1987), der sich für Erforschung und Erhalt der Wälder einsetzte und als Doyen auf diesem Gebiet galt.